# ゼータ文庫
ゼータ文庫（ゼータぶんこ）は、竹書房が2006年から2007年まで刊行していたライトノベル系文庫レーベル。2006年1月20日創刊。
竹書房は1996年から漫画雑誌『コミックガンマ』連載作品の小説化作品を中心とするレーベル・ガンマ文庫を刊行していたが翌年に撤退しており、ゼータ文庫はライトノベル再参入となる。但し、ゼータ文庫のラインナップはガンマ文庫とは対照的にオリジナル作品で占められ、漫画やアニメ・コンピュータゲームの小説化作品は刊行されなかった。
基本的に奇数月の20日発売であったが2006年11月以降は刊行予定タイトルの発売延期が相次ぎ、2007年3月発売の「ドラグネット・ミラージュ2 10万ドルの恋人」（賀東招二）を最後に刊行を終了。これに伴い、2006年9月に発売予定であった「こんびに さんご軒へようこそ -なつやすみの奇跡-」（あらいりゅうじ、EXノベルズの再録）が正式に発売中止となった他「ウェイズ事件簿」（神代創）は第4巻が発売されないまま未完となった。
本レーベルで刊行された作品は全タイトルが廃刊後の2008年、ダイナミックプロが開設した電子書籍配信サイト・ダイナミックアークに収録されている。

## タイトル一覧
- 青い髪のミコ（為我井徹）
- ウェイズ事件簿（神代創）
- お月様のため息（かめのあゆみ）
- 影踏みシティ（あらいりゅうじ）
- 総統は女子高生（舞阪洸）
- 帝立愚連隊（水城正太郎）
- ドラグネット・ミラージュ（賀東招二：原案・2巻/きぬたさとし：1巻）
- ヤクザガール・ミサイルハート（元長柾木）

『チャンピオンRED』（秋田書店）2008年4月号より「ヤクザガール 〜ブレイド仕掛けの花嫁〜」（作画：大熊由護）のタイトルで漫画化。